# 2021-es ausztrál TCR-szezon
A 2021-es ausztrál TCR-szezon az ausztrál TCR-bajnokság első második évada. A bajnokság január 24-én vette kezdetét a Symmons Plains Raceway versenypályán és december 5-én ér véget a  Mount Panorama Circuit helyszínén.

## Csapatok és versenyzők
| Csapat                       | Autó                            | #      | Versenyző           | Fordulók |
| ---------------------------- | ------------------------------- | ------ | ------------------- | -------- |
| Melbourne Performance Centre | Audi RS 3 LMS TCR               | 2      | Luke King           | 1–4      |
| Melbourne Performance Centre | Audi RS 3 LMS TCR               | 25     | Chaz Mostert        | 1–4      |
| Melbourne Performance Centre | Audi RS 3 LMS TCR               | 75     | Garth Tander        | 3        |
| Melbourne Performance Centre | Audi RS 3 LMS TCR               | később | Jay Hanson          | később   |
| Melbourne Performance Centre | Volkswagen Golf GTI TCR         | 14     | Lachlan Mineeff     | 2, 4     |
| Melbourne Performance Centre | Volkswagen Golf GTI TCR         | 37     | Chelsea Angelo      | 2–4      |
| Garry Rogers Motorsport      | Alfa Romeo Giulietta Veloce TCR | 5      | Jordan Cox          | 1–4      |
| Garry Rogers Motorsport      | Alfa Romeo Giulietta Veloce TCR | 65     | Zac Hudson          | később   |
| GRM Team Valvoline           | Alfa Romeo Giulietta Veloce TCR | 7      | Michael Caruso      | 1–3      |
| GRM Team Valvoline           | Alfa Romeo Giulietta Veloce TCR | 150    | Michael Caruso      | 4        |
| GRM Team Valvoline           | Peugeot 308 TCR                 | 18     | Aaron Cameron       | 1–3      |
| GRM Team Valvoline           | Peugeot 308 TCR                 | 155    | Aaron Cameron       | 4        |
| Ashley Seward Motorsport     | Alfa Romeo Giulietta Veloce TCR | 9      | Jay Hanson          | 1–4      |
| Ashley Seward Motorsport     | Alfa Romeo Giulietta Veloce TCR | 10     | Lee Holdsworth      | 1–4      |
| HMO Customer Racing          | Hyundai i30 N TCR               | 11     | Nathan Morcom       | 1–4      |
| HMO Customer Racing          | Hyundai i30 N TCR               | 30     | Josh Buchan         | 1–4      |
| HMO Customer Racing          | Hyundai i30 N TCR               | 130    | Duvashen Padayachee | 3–4      |
| Michael Clemente Motorsport  | Honda Civic Type R TCR (FK8)    | 15     | Michael Clemente    | 1–4      |
| Burson Auto Parts Racing     | Peugeot 308 TCR                 | 17     | Jason Bargwanna     | 1–4      |
| Burson Auto Parts Racing     | Peugeot 308 TCR                 | 71     | Ben Bargwanna       | 1–4      |
| Wall Racing                  | Honda Civic Type R TCR (FK8)    | 24     | John Martin         | 1–4      |
| Wall Racing                  | Honda Civic Type R TCR (FK8)    | 50     | Tony D'Alberto      | 1–4      |
| Renault Sport GRM            | Renault Mégane R.S TCR          | 33     | Dylan O'Keeffe      | 1–4      |
| Renault Sport GRM            | Renault Mégane R.S TCR          | 34     | James Moffat        | 1–4      |
| LM Motorsport                | Audi RS 3 LMS TCR               | 97     | Liam McAdam         | 3        |
| Team Soutar Motorsport       | Honda Civic Type R TCR (FK8)    | 110    | Zac Soutar          | 1–4      |
| DashSport                    | Hyundai i30 N TCR               | 111    | Michael King        | 4        |
| Tilton Racing                | Hyundai i30 N TCR               | 333    | Bradley Shiels      | 1–4      |

## Versenynaptár
| Verseny           | Verseny | Pálya                                             | Dátum                    | Pályarajz |
| ----------------- | ------- | ------------------------------------------------- | ------------------------ | --------- |
| 1                 | 1       | Symmons Plains Raceway, Launceston                | január 24-26.            |           |
| 1                 | 2       | Symmons Plains Raceway, Launceston                | január 24-26.            |           |
| 1                 | 3       | Symmons Plains Raceway, Launceston                | január 24-26.            |           |
| 2                 | 4       | Phillip Island Grand Prix Circuit, Phillip Island | március 12–14.           |           |
| 2                 | 5       | Phillip Island Grand Prix Circuit, Phillip Island | március 12–14.           |           |
| 2                 | 6       | Phillip Island Grand Prix Circuit, Phillip Island | március 12–14.           |           |
| 3                 | 7       | Mount Panorama Circuit, Bathrust                  | április 2-4.             |           |
| 3                 | 8       | Mount Panorama Circuit, Bathrust                  | április 2-4.             |           |
| 3                 | 9       | Mount Panorama Circuit, Bathrust                  | április 2-4.             |           |
| 4                 | 10      | Sydney Motorsport Park, Eastern Creek             | május 1-2.               |           |
| 4                 | 11      | Sydney Motorsport Park, Eastern Creek             | május 1-2.               |           |
| 4                 | 12      | Sydney Motorsport Park, Eastern Creek             | május 1-2.               |           |
| 5                 | 13      | Mount Panorama Circuit, Bathrust                  | november 30.–december 5. |           |
| 5                 | 14      | Mount Panorama Circuit, Bathrust                  | november 30.–december 5. |           |
| 5                 | 15      | Mount Panorama Circuit, Bathrust                  | november 30.–december 5. |           |
| Törölt versenyek: |         |                                                   |                          |           |
| –                 | –       | Morgan Park Raceway, Warwick                      | június 25–27.            |           |
| –                 | –       | Morgan Park Raceway, Warwick                      | június 25–27.            |           |
| –                 | –       | Morgan Park Raceway, Warwick                      | június 25–27.            |           |
| –                 | –       | Sandown Raceway, Melbourne                        | szeptember 10–12.        |           |
| –                 | –       | Sandown Raceway, Melbourne                        | szeptember 10–12.        |           |
| –                 | –       | Sandown Raceway, Melbourne                        | szeptember 10–12.        |           |
| –                 | –       | The Bend Motorsport Park, Tailem Bend             | szeptember 17–19.        |           |
| –                 | –       | The Bend Motorsport Park, Tailem Bend             | szeptember 17–19.        |           |
| –                 | –       | The Bend Motorsport Park, Tailem Bend             | szeptember 17–19.        |           |
| –                 | –       | The Bend Motorsport Park, Tailem Bend             | október 15–17.           |           |
| –                 | –       | The Bend Motorsport Park, Tailem Bend             | október 15–17.           |           |
| –                 | –       | The Bend Motorsport Park, Tailem Bend             | október 15–17.           |           |

## Összefoglaló
| Verseny | Verseny | Helyszín                          | Pole-pozíció   | Leggyorsabb kör | Győztes         | Győztes                      | Listavezető  | Előny |
| Verseny | Verseny | Helyszín                          | Pole-pozíció   | Leggyorsabb kör | versenyző       | csapat                       | Listavezető  | Előny |
| ------- | ------- | --------------------------------- | -------------- | --------------- | --------------- | ---------------------------- | ------------ | ----- |
| 1       | 1       | Symmons Plains Raceway            | Lee Holdsworth | Jordan Cox      | Lee Holdsworth  | Ashley Seward Motorsport     | Jordan Cox   | 4     |
| 1       | 2       | Symmons Plains Raceway            |                | Jordan Cox      | Jordan Cox      | Garry Rogers Motorsport      | Jordan Cox   | 4     |
| 1       | 3       | Symmons Plains Raceway            |                | Lee Holdsworth  | Jordan Cox      | Garry Rogers Motorsport      | Jordan Cox   | 4     |
| 2       | 1       | Phillip Island Grand Prix Circuit | Chaz Mostert   | Chaz Mostert    | Chaz Mostert    | Melbourne Performance Centre | Chaz Mostert | 15    |
| 2       | 2       | Phillip Island Grand Prix Circuit |                | Chaz Mostert    | Chaz Mostert    | Melbourne Performance Centre | Chaz Mostert | 15    |
| 2       | 3       | Phillip Island Grand Prix Circuit |                | Luke King       | Jason Bargwanna | Burson Auto Parts Racing     | Chaz Mostert | 15    |
| 3       | 1       | Mount Panorama Circuit            | Chaz Mostert   | Chaz Mostert    | Chaz Mostert    | Melbourne Performance Centre | Chaz Mostert | 63    |
| 3       | 2       | Mount Panorama Circuit            |                | Chaz Mostert    | Chaz Mostert    | Melbourne Performance Centre | Chaz Mostert | 63    |
| 3       | 3       | Mount Panorama Circuit            |                | Chaz Mostert    | Chaz Mostert    | Melbourne Performance Centre | Chaz Mostert | 63    |
| 4       | 1       | Sydney Motorsport Park            | Dylan O'Keeffe | Josh Buchan     | Josh Buchan     | HMO Customer Racing          | Chaz Mostert | 106   |
| 4       | 2       | Sydney Motorsport Park            |                | Josh Buchan     | Josh Buchan     | HMO Customer Racing          | Chaz Mostert | 106   |
| 4       | 3       | Sydney Motorsport Park            |                | Lee Holdsworth  | Michael Caruso  | Garry Rogers Motorsport      | Chaz Mostert | 106   |
| 5       | 1       | Mount Panorama Circuit            |                |                 |                 |                              |              |       |
| 5       | 2       | Mount Panorama Circuit            |                |                 |                 |                              |              |       |
| 5       | 3       | Mount Panorama Circuit            |                |                 |                 |                              |              |       |

### A bajnokság állása
Pontrendszer
A versenyen szerezhető pontok:
| Helyezés         | 1. | 2. | 3. | 4. | 5. | 6. | 7. | 8. | 9. | 10. | 11. | 12. | 13. | 14. | 15. | 16. | 17. | 18. | 19. | 20. |
| ---------------- | -- | -- | -- | -- | -- | -- | -- | -- | -- | --- | --- | --- | --- | --- | --- | --- | --- | --- | --- | --- |
| 1. és 2. verseny | 40 | 36 | 32 | 28 | 26 | 24 | 22 | 20 | 18 | 16  | 14  | 13  | 12  | 11  | 10  | 9   | 8   | 7   | 6   | 5   |
| 3. verseny       | 50 | 46 | 42 | 38 | 36 | 31 | 29 | 27 | 25 | 23  | 19  | 18  | 17  | 16  | 15  | 12  | 11  | 10  | 9   | 8   |

A pole-pozíció megszerzéséért további 2 pont szerezhető.
Félkövér: pole-pozíció, dőlt: leggyorsabb kör, a színkódokról részletes információ itt található
| Helyezés | Versenyző           | SYM | SYM | SYM | PHI | PHI | PHI | BAT | BAT | BAT | SMP | SMP | SMP | BAT | BAT | BAT | Bün. | Pont |
| -------- | ------------------- | --- | --- | --- | --- | --- | --- | --- | --- | --- | --- | --- | --- | --- | --- | --- | ---- | ---- |
| 1.       | Chaz Mostert        | 5   | 3   | 2   | 1   | 1   | 18  | 1   | 1   | 1   | 3   | 2   | 6   |     |     |     |      | 452  |
| 2.       | Luke King           | 6   | 4   | 4   | 2   | 2   | 15  | 8   | 10  | 13  | 14  | 7   | 5   |     |     |     |      | 346  |
| 3.       | Josh Buchan         | 3   | 6   | 6   | 13  | Ki  | 9   | 14  | 11  | 10  | 1   | 1   | 2   |     |     |     |      | 335  |
| 4.       | Nathan Morcom       | 9   | 5   | 5   | 19  | 10  | 3   | 18  | 14  | 9   | 5   | 4   | 3   |     |     |     |      | 327  |
| 5.       | Aaron Cameron       | 4   | 15  | 8   | 6   | 7   | 10  | 2   | 2   | 2   | 9   | 11  | Ki  |     |     |     |      | 321  |
| 6.       | Lee Holdsworth      | 1   | 2   | 3   | 3   | 16  | 19  | 5   | 6   | Ki  | 8   | 8   | 16  |     |     |     |      | 315  |
| 7.       | John Martin         | 17  | 14  | 13  | 4   | 3   | 4   | 6   | 5   | 5   | 11  | 20  | 12  |     |     |     |      | 308  |
| 8.       | Jordan Cox          | 2   | 1   | 1   | 12  | Ki  | Ni  | 9   | 4   | 3   | 7   | Ki  | 7   |     |     |     |      | 302  |
| 9.       | Tony D'Alberto      | 15  | 9   | 12  | 5   | 4   | 2   | 10  | Ki  | 21  | 4   | 10  | 9   |     |     |     |      | 290  |
| 10.      | Bradley Shiels      | 8   | 7   | 15  | 18  | 11  | 14  | 7   | 8   | 7   | 18  | 13  | 10  |     |     |     |      | 266  |
| 11.      | Ben Bargwanna       | 13  | 10  | 14  | 8   | 9   | 6   | 12  | 12  | 17  | 21  | 9   | 8   |     |     |     |      | 259  |
| 12.      | James Moffat        | 10  | Ki  | Ki  | 11  | 18  | 12  | 16  | 7   | 6   | 2   | 5   | 4   |     |     |     |      | 258  |
| 13.      | Michael Caruso      | 12  | Ki  | 9   | 17  | 15  | 17  | 15  | Kiz | 18  | 6   | 3   | 1   |     |     |     |      | 238  |
| 14.      | Jason Bargwanna     | 11  | 8   | Ki  | 7   | 5   | 1   | 11  | 9   | 8   | Kiz | 14  | Ki  |     |     |     |      | 236  |
| 15.      | Dylan O'Keeffe      | 14  | 11  | 10  | 15  | 14  | 7   | Ki  | 18  | 14  | 10  | 6   | 17  |     |     |     |      | 229  |
| 16.      | Jay Hanson          | 7   | Ki  | 7   | Ki  | 17  | 8   | 4   | Ki  | 11  | 12  | 19  | 14  |     |     |     |      | 216  |
| 17.      | Michael Clemente    | 16  | 13  | 11  | 14  | 6   | 5   | 13  | Ki  | 20  | 16  | 12  | Ki  |     |     |     |      | 198  |
| 18.      | Zac Soutar          | 18  | 12  | Ki  | 10  | 8   | 16  | 19  | 13  | 15  | 13  | Ki  | 11  |     |     |     |      | 182  |
| 19.      | Chelsea Angelo      |     |     |     | 16  | 13  | 11  | 20  | 17  | 19  | 19  | 15  | 19  |     |     |     |      | 134  |
| 20.      | Garth Tander        |     |     |     |     |     |     | 3   | 3   | 4   |     |     |     |     |     |     |      | 110  |
| 21.      | Lachlan Mineef      |     |     |     | 9   | 12  | 13  |     |     |     | 17  | 16  | 15  |     |     |     |      | 109  |
| 22.      | Duvashen Padayachee |     |     |     |     |     |     | 21  | 15  | 12  | 15  | 17  | 13  |     |     |     |      | 95   |
| 23.      | Liam McAdam         |     |     |     |     |     |     | 17  | 16  | 16  |     |     |     |     |     |     |      | 45   |
| 24.      | Michael King        |     |     |     |     |     |     |     |     |     | 20  | 18  | 18  |     |     |     |      | 38   |
| Helyezés | Versenyző           | SYM | SYM | SYM | PHI | PHI | PHI | BAT | BAT | BAT | SMP | SMP | SMP | BAT | BAT | BAT | Bün. | Pont |

## Külső hivatkozások
- A bajnokság hivatalos weboldala